# Eberbacher Geschichtsblatt
Das Eberbacher Geschichtsblatt ist eine seit 1901 jährlich von der Stadt Eberbach (Rhein-Neckar-Kreis, Baden-Württemberg) herausgegebene historische Publikation, ursprünglich in Heft-, seit 1977 in Buchform. Die Schriftenreihe ist nach den Mannheimer Geschichtsblättern die zweitälteste regelmäßig herausgegebene historische Publikation in Nordbaden.
Das Eberbacher Geschichtsblatt behandelt Themen der Eberbacher Stadtgeschichte sowie der des Umlandes und der gegenwärtigen städtischen Entwicklung. Die einzelnen Bände enthalten eine Aufstellung des Zeitgeschehens des jeweils zurückliegenden Jahres mit wichtigen Ereignissen sowie eine Totenliste bekannter städtischer Bürger, ferner statistische Daten zur Einwohnerschaft, zum städtischen Haushalt, den Stadtwerken und die Zahlen der einzelnen Schülerschaften in den städtischen Schulen, dazu eine Aufstellung über das im Laufe des Jahres veröffentlichte heimatliche Schrifttum und Tätigkeitsberichte aus dem Stadtarchiv sowie dem Museum der Stadt Eberbach. 
Gründer der Reihe und erster Schriftleiter war der Eberbacher Bürgermeister John Gustav Weiss. Das Eberbacher Geschichtsblatt erschien seit Anbeginn durchgängig, mit Ausnahme der Kriegsjahre und Nachkriegsjahre 1944 bis 1950, für die anschließend die ausgefallenen Jahrgänge, in zwei Bänden zusammengefasst, nachgetragen wurden, sodass alle Nummerierungen bis heute erhalten blieben (im Jahr 2022 wurde der 121. Band herausgegeben).
Das Geschichtsblatt hatte seit 1901 folgende Schriftleiter: John Gustav Weiss (1901–1928), Karl Durand (1928–1934), Gymnasialprofessor Ferdinand Haag (1934–1943, 1951–1958 und 1966–1976), Oskar Kilian (1958–1966), Gymnasialprofessor Helmut Joho (1976–2000) und Rüdiger Lenz (Stadtarchivar, 2000–2020). Aktueller Schriftleiter ist seit November 2020 Stadtarchivar Marius Golgath, der Leiter des Stadt- und Verbundarchivs Eberbach. 
Die Auflage des Eberbacher Geschichtsblattes beträgt ca. 700 Exemplare (2022), die sowohl im Abonnement als auch im freien Buchhandel erhältlich sind. Der Umfang ist derzeit bis zu etwa 300 Seiten stark.
Neben dem Stadtarchivar betätigen sich unterschiedliche Bürger als Autoren.